# Pære Punk
Pære Punk (KPLP1/Kong Pære/KPMC1) er et dansk opsamlingsalbum med dansk punk som udkom i april 1979.
Den udkom et par måneder efter Sods' Minutes To Go og er den første danske punk-opsamling, men ikke det første danske punk-album.
Pære Punk var oprindelig en punkfestival afholdt den 9. og 10. november 1978 hvor de første danske punkbands optrådte. Koncerterne blev optaget, og det var meningen, at pladeselskabet Medley skulle have udgivet den som et livealbum. Men punken var så ny og lyden for rå, så Medley besluttede sig for ikke at udgive pladen alligevel. I stedet blev denne plade udgivet med studieoptagelser af de optrædende bands. Medley valgte at udgive musikken på Medleys sub-label Kong Pære.
Pære Punk blev i de følgende år inspirationskilde for en række danske punkbands.
Pladen er i dag svær at opdrive, dog udsendtes et pirat/bootleg-genoptryk på vinyl i foråret 2007, men d. 30. august 2010 blev pladen genudgivet på cd af EMI/Medley. 

## Spor
Side 1:
Lost Kids:

- 1. Asocial

- 2. Skrid

- 3. Skidt På Det Samme Lokum
Sods (senere Sort Sol):

- 4. Rock ´n´ Roll

- 5. Tin Can People

- 6. Military Madness
Elektrochok:

- 7. Consume

- 8. The Doomed Generation
Slim:

- 9. Anker

- 10. Fuck The Queen
Side 2:
Kliché:

- 11. Militskvinder

- 12. Farvel
Brats:

- 13. Dreams

- 14. I Do What I Wanna Do

- 15. Magazine
Dream Police:

- 16. Johnny, Come With Me

- 17. Bubbles
No Knox:
 
- 18. D.C. Copenhagen Guy

- 19. Stock On My Cock

- 20. New Pain